# 藤坂村
藤坂村（ふじさかむら）は、かつて青森県上北郡にあった村。

## 沿革
- 1889年（明治22年）4月1日 - 町村制施行により上北郡藤島村、相坂村が合併し、藤坂村が発足。
- 1955年（昭和30年）2月1日 - 上北郡三本木町、大深内村と合併し、市制施行し三本木市となり消滅。

## 施設等
- 藤坂郵便局
- 藤坂中学校
- 藤坂小学校

## 郷土史等
- 川合勇太郎『相坂平耕地整理組合の沿革と其事業』（藤坂村：相坂平耕地整理組合、1936年）
- 川合勇太郎『藤坂村誌』（藤坂村役場 経済更生委員会、1939年）